# 田中健之助
田中 健之助（たなか けんのすけ、1908年2月7日- 1993年1月9日 ）は、日本の経営者。

## 来歴・人物
三重県四日市市出身。1930年に行文行政科に合格し、1931年に東京帝国大学法学部法科を卒業した後に鉄道省に入省した。1952年には日本国有鉄道理事に就任した。
1954年5月に近畿日本鉄道常務に就任し、1961年11月には専務に就任した。一方で、1955年には近畿日本ツーリスト社長に就任した。
1968年5月から1976年6月までに三重交通社長を務め、1976年6月から1978年6月までに防長交通及び防石鉄道社長を務めた。
1971年11月に藍綬褒章を受章し、1978年11月に勲三等旭日中綬章を受章した。
1993年1月9日、脳梗塞のために死去。84歳没。